# Oxyrhopus guibei
Oxyrhopus guibei är en ormart som beskrevs av Hoge och Romano 1977. Oxyrhopus guibei ingår i släktet Oxyrhopus och familjen snokar. Inga underarter finns listade i Catalogue of Life.
Arten förekommer i södra Brasilien, Bolivia, Paraguay, norra Argentina och kanske även i Peru. Honor lägger ägg.